# The Academy (álbum)
The Academy es un EP colaborativo del cantante panameño Sech y el cantante estadounidense Dalex, contando con colaboraciones del cantante estadounidense Justin Quiles, el cantante puertorriqueño Lenny Tavárez y el cantante colombiano Feid, lanzado el 11 de octubre de 2019.  El proyecto fue producido por Dímelo Flow con los productores Jowan, Pedro "SP" Polanco, Rike Mike, Simon, Swifft, Slow Mike, ICE y DVLP teniendo créditos de producción en algunos temas. El EP también cuenta con colaboraciones con los cantantes Wisin, Cazzu, De La Ghetto, Zion & Lennox y Mariah Angeliq .
El álbum llegó el puesto número 11 en la lista Top Latin Albums y fue certificado platino en los Estados Unidos.

## Antecedentes
El proyecto está compuesto por siete canciones y es un EP colaborativo de los cantantes de reguetón Sech, Dalex, Justin Quiles, Lenny Tavárez y Feid , lanzado a través del sello Rich Music, con el cual todos tienen contrato excepto Tavárez y Feid.  El álbum fue inspirado en los Vengadores, un equipo ficticio de superhéroes, y surgió durante la grabación del remix de " Pa Mí ", una canción de Dalex que cuenta con artistas como Sech y Lenny Tavárez, según Rich Méndez, CEO de Rich Music, "cuando Flow, Lenny y Dalex se juntaron para el remix de "Pa Mí" y "Cuaderno", se dieron nombres de personajes de Los Vengadores, jugueteando en el estudio, esta idea persistió y cuando Sech y Dalex entraron al estudio para su EP, el concepto de superhéroe tomó vida propia y cada acto destacado aportaba su propia fuerza, Los Vengadores luego se transformaron en La Academia". 

## Sencillos
La canción " Quizás " con Wisin y Zion de Zion & Lennox fue lanzada como el primer sencillo el 20 de septiembre de 2019, llegando al puesto 41 y 31 en las listas Hot Latin Songs y Argentina Hot 100, respectivamente, además, el sencillo fue certificado platino en los Estados Unidos en 2020.   

## Lista de canciones
| The Academy track listing |                                                       |                                         |          |  |
| N.º                       | Título                                                | Producer(s)                             | Duración |  |
| 1.                        | «Quizás» (featuring Wisin and Zion)                   | Dímelo Flow Jowan                       | 3:36     |  |
| 2.                        | «Imagínate» (featuring Cazzu)                         | Dímelo Flow Pedro "SP" Polanco          | 3:45     |  |
| 3.                        | «Perreo en la Luna»                                   | Dímelo Flow Rike Music Simon            | 3:38     |  |
| 4.                        | «Porno»                                               | Dímelo Flow Swifft                      | 3:32     |  |
| 5.                        | «Uniforme» (featuring De la Ghetto and Zion & Lennox) | Dímelo Flow Slow Mike                   | 4:39     |  |
| 6.                        | «Me Pregunta»                                         | Dímelo Flow ICE                         | 4:05     |  |
| 7.                        | «Feel Me» (featuring Mariah Angeliq)                  | Dímelo Flow ICE Pedro "SP" Polanco DVLP | 5:00     |  |